# Plateros sanguinicollis
Plateros sanguinicollis är en skalbaggsart som beskrevs av Horn 1894. Plateros sanguinicollis ingår i släktet Plateros och familjen rödvingebaggar. Inga underarter finns listade i Catalogue of Life.